# Harry's Bar (Venecia)
Harry's Bar es un bar-restaurante localizado en Venecia, Italia y cuyo propietario es Cipriani S.A. El restaurante es mundialmente conocido porque uno de sus cocineros inventó el carpaccio en 1950. El nombre del plato fue en honor al artista del renacimiento Vittore Carpaccio. Otra invención culinaria destacada en este restaurante es el cóctel Bellini. El Harry's Bar fue inaugurado en 1931 por el camarero-empresario Giuseppe Cipriani.
Fue fundado porque un turista estadounidense llamado Harry Pickering en 1928 le comentó a Cipriani, que no había ningún buen bar en Venecia. Tres años después regresó a Venecia con el dinero para ofrecerle a Cipriani abrir juntos un bar.
Es famoso por sus célebres clientes.